# Katedrála svatého Kiliána
Dóm sv. Kiliána (též würzburská katedrála, německy Dom Würzburg, St.-Kilians-Dom nebo Dom St. Kilian) je římskokatolická katedrála v německém Würzburgu. Je biskupským kostelem würzburské diecéze. Má dvě věže v průčelí a celkovou délku 105 metrů, která z ní činí čtvrtou největší románskou církevní stavbu v Německu. Je významným dílem německé architektury doby sálských císařů.
Původně zde byla katedrála zasvěcena Nejsvětějšímu Salvátorovi, v letech 855 až kolem roku 1000 byla zasvěcena sv. Kiliánovi, pak až do roku 1967 byl patronem apoštol Ondřej a od 6. května 1967 nese jméno svatých Kiliána, Kolonata a Totnana, apoštolů a mučedníků Frank. Posvícení se slaví 24. října.
Katedrála sv. Kiliána je farním kostelem katedrální farnosti a zároveň dómské kapituly (Katedrální kapitula Würzburg, německy Domstift Würzburg).

## Dějiny

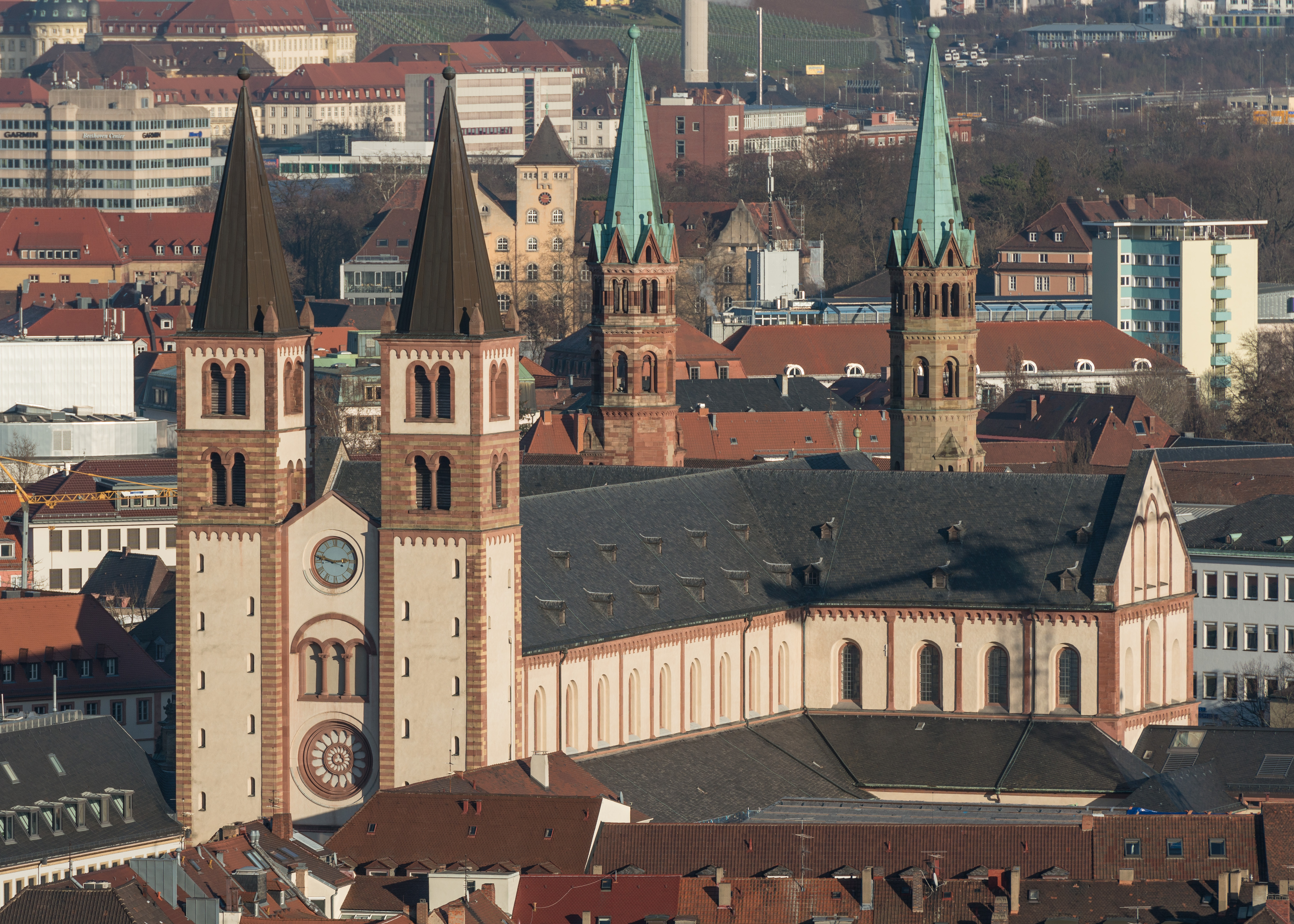
Pohled od jihozápadu

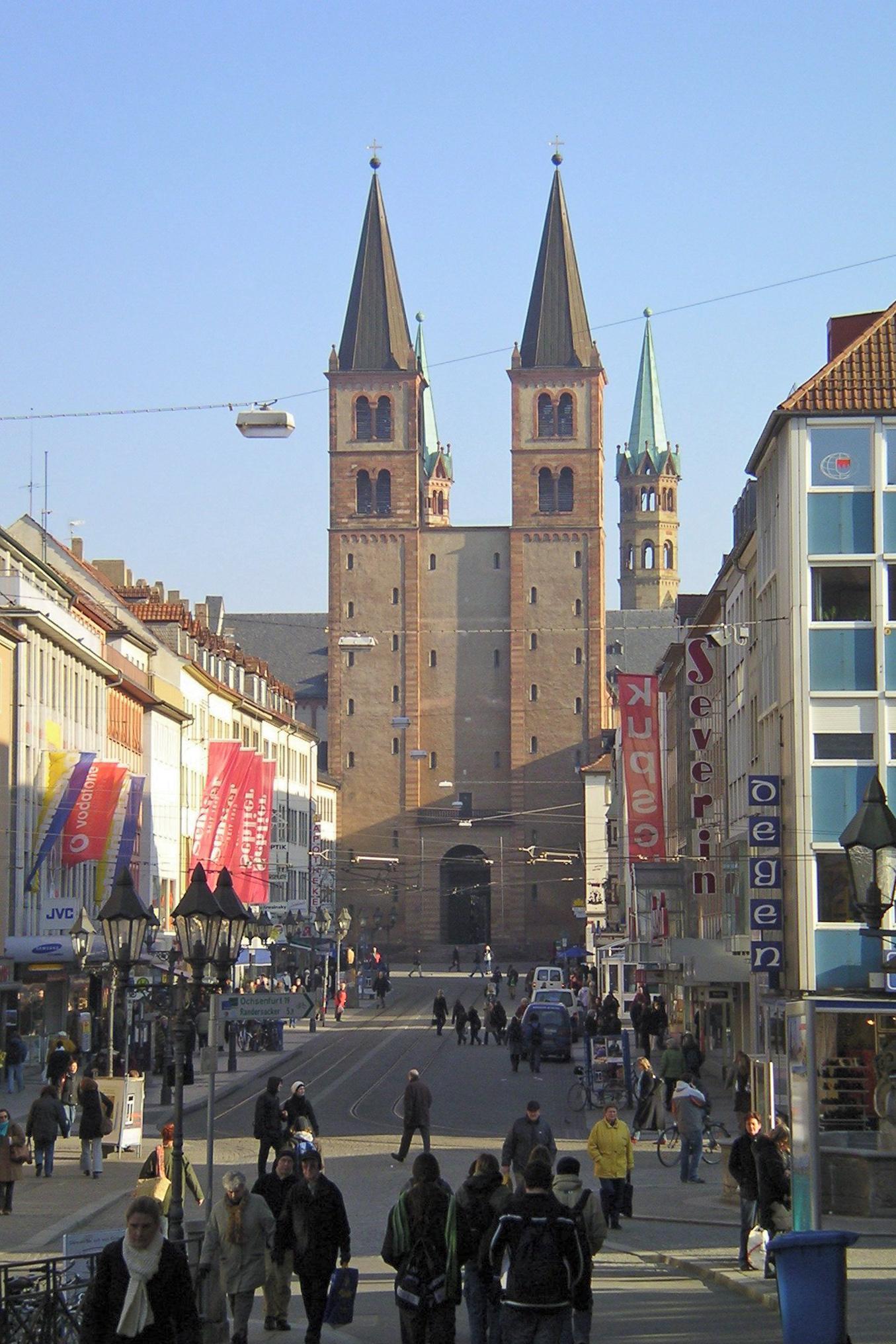
Západní průčelí před rekonstrukcí v roce 2006

Katedrála s katedrálním klášterem (řízeným řeholí Regula canonicorum, zavedenou za biskupa Berovelfa a založenou sv. Chrodegangem) existovala ve Würzburgu již v 8. století. Dnešní románský kostel, postavený od roku 1040 biskupem Brunem, je čtvrtou největší románskou bazilikou Německa. Je to již třetí budova místní katedrály postavená poté, co první dvě (postavené kolem roku 787 a roku 855) byly zničeny požárem. Po Brunově smrti v roce 1045 dokončil stavbu v roce 1075 jeho nástupce v úřadě Adalbero.
Katedrální škola při dómu byla provozována katedrální kapitulou ve Würzburgu a ve středověku byla vedle katedrálních škol v Lutychu a Wormsu jednou z nejdůležitějších katedrálních škol Svaté říše římské.
Financování nového oltáře pro katedrálu, doložené k roku 1253, umožnily biskupovi Heřmanovi I. z Lobdeburgu mimo jiné příjmy od šesti apothecis (doslova lékáren), jejichž apothecari (asi většinou kramáři nebo prodavači koření) jsou známi jménem. (Lékárníci přímo spojení s lékaři přišli až ve 14. století a lékárníci, jak je známe dnes, existovali ve Würzburgu teprve od 15. století.)
Boční lodě byly kolem roku 1500 přestavěny v pozdně gotickém stylu. Barokní přestavba interiéru katedrály začala před rokem 1627 a intenzivně pokračovala po třicetileté válce až do roku 1699. V 17. století se na oltářních retabulech v katedrále objevily četné deskové obrazy, které asi od roku 1580 v katolických kostelech přibývaly i v důsledku dekretu o obrazech svatých tridentského koncilu. Pro oltář sv. Bartoloměje, vzniklý v roce 1627 u jednoho ze severních pilířů hlavní lodi, vytvořil Hans Ulrich Bühler obraz interiéru katedrály, který původně sloužil jako predela. Bühler také namaloval deskový obraz pro oltář sv. Petra a Pavla na východní stěně jižní příčné lodi, který vytvořil architekt Nikolaus Lenkhart v letech 1617 až 1630, který však spolu s obrazem shořel v roce 1945. Frankfurtský malíř Matthäus Merian Mladší namaloval v roce 1654 Klanění tří králů. Slavný norimberský malíř Joachim von Sandrart vytvořil pro katedrálu kolem roku 1670 Snímání z kříže a Nanebevzetí Panny Marie. Johann Heinrich Schönfeld, jeden z největších německých barokních malířů, pro dóm namaloval kolem roku 1670 Spasitele nesoucího kříž a sv. Linharta jako morového patrona. Původem antverpský umělec Johann Baptist Ruel (také známý jako Johann Baptist de Rüll) namaloval Zkoušku ohněm sv. Alžběty. Stejně jako všechny výše uvedené oltářní obrazy v katedrále v březnu 1945 shořela také olejomalba Kající sv. Magdaléna vytvořená Johannem Baptistem Ruelem v roce 1661. Dochovaly se však oltářní obrazy Stětí Jana Křtitele (1659), Umučení sv. Kiliána (1659) a Kristus na Olivové hoře (1660) od Oswalda Ongherse (jeho obraz Nanebevzetí Panny Marie z roku 1662 ovšem shořel v ohnivé bouři roku 1945, stejně jako jeho olářní obraz Ecce homo z roku 1704 na děkanském oltáři v severní příčné lodi katedrály).
Také řezbářské práce připisované Balthasaru Esterbauerovi (na novém hlavním oltáři vytvořeném v letech 1700–1703, na dvou chórových oltářích a na oltáři darovaném roku 1708 nebo 1709 knížetem biskupem Greiffenclauem) 16. března 1945 shořely. Pietro Magno (neboli Giovan[ni] Pietro Magni, 1655–1722/24) v letech 1701 až 1706 vytvořil vynikající štukovou barokní výzdobu chrámu za spolupráce Giovanniho Antonia Clericiho (1762–1774) a dalších svých krajanů, i když do štukových rámů nikdy nebyly namalovány obrazy. Magnova štukatura katedrály inspirovala Josepha Greissinga, aby rozvinul svůj důrazně ornamentální barokní architektonický styl.
V době nacismu katolická církev ve Würzburgu a její představitelé v katedrále, jako biskup Matthias Ehrenfried a šéfredaktor časopisu Volksblatt, dómský farář Heinrich Leier (1876–1948), se rozhodně stavěli proti režimu.
Bombardování Würzburgu dne 16. března 1945 katedrálu těžce poškodilo požárem, po němž se později navíc v únoru 1946 zřítila značná část zdiva (zejména severní stěny). Rekonstrukce probíhala až do roku 1967, vedl ji diecézní a katedrální stavební mistr Hans Schädel. Dne 6. května 1967 byl za účasti kardinála Julia Döpfnera a nuncia Corrada Bafileho vysvěcen nový hlavní oltář a čtyři boční oltáře. Při přestavbě byly barokní části stavby odstraněny a budova byla vrácena do románského stylu. Nové vybavení zdůrazňuje kontrast vůči dochovaným historickým částem. Vznikla tak kontroverzní kombinace převážně románských, moderních a barokních prvků. Novorománské západní průčelí s rozetovým oknem, trojdílným ochozem a hodinovým otvorem bylo při rekonstrukci obloženo prostou pemzovou zdí a v průběhu renovačních prací od dubna 2004 do listopadu 2006 znovu odkryto. Katedrála také obdržela jako trvalou zápůjčku obraz Poslední večeře z kostela sv. Bonifáce v Rannungenu. Jde o kopii florentského originálu od mnichovského dvorního malíře Augusta Wolffa.

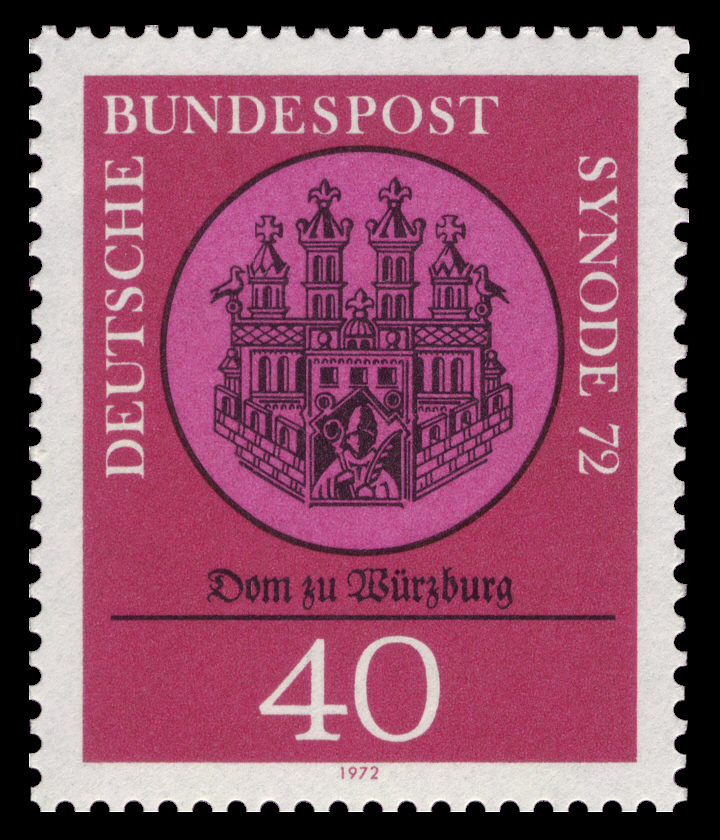
Poštovní známka Deutsche Bundespost u příležitosti Würzburské synody

V letech 1971 až 1975 se v katedrále scházela würzburská synoda. Podle vůle kardinála Julia Döpfnera měla uplatnit závěry 2. vatikánského koncilu na Německo a stát se i „duchovní událostí“.
V březnu 2003 bylo otevřeno Dómské muzeum (Museum am Dom).

## Varhany a zvony

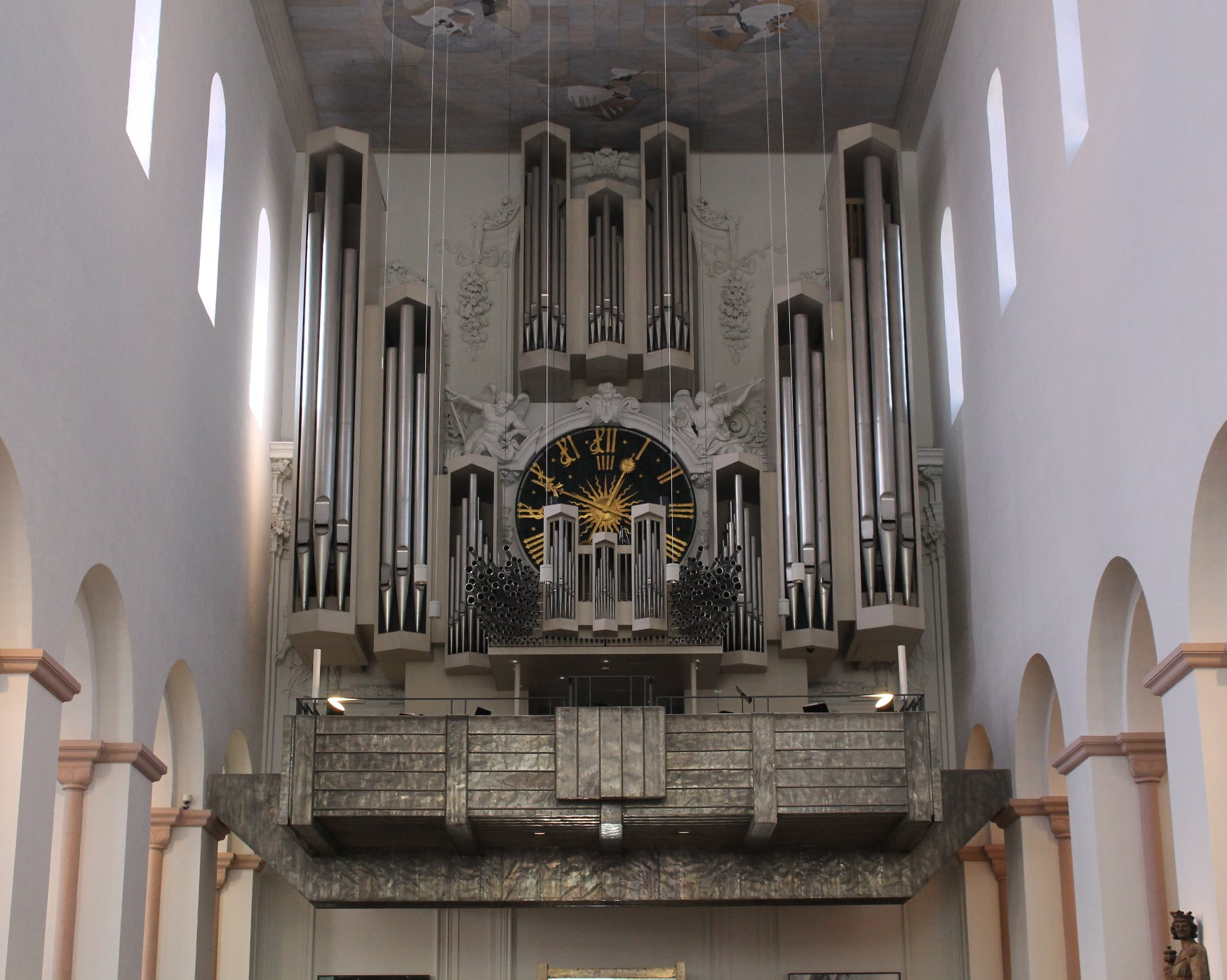
Hlavní varhany

Katedrální varhany, vysvěcené v roce 1969, postavila firma Johannes Klais Orgelbau z Bonnu. Na velké galerii na západní straně lodi jsou velké hlavní varhany (6652 píšťal, 87 rejstříků rozmístěných v pěti manuálech a pedál). Menší chórové varhany s 20 rejstříky, rozmístěnými ve dvou manuálech a pedálu, jsou umístěny na ochozu v jižní příčné lodi.
V roce 2009 byly v nově zařízených zkušebních sálech instalovány varhany od Karla Göckela s osmi rejstříky. Počítá se s vybudováním dalších varhan s 58 rejstříky poblíž oltáře, které zlepší souhru s pěveckými sbory (např. Würzburger Domsingknaben). Tyto varhany měly být původně dokončeny již v roce 2010.
Katedrála má 20 zvonů s celkovou hmotností 26 tun a po této stránce patří k největším v Německu.
Nejstarším a zároveň jediným dochovaným z původních zvonů je Lobdeburgův zvon. Přežil požár roku 1945, protože byl v roce 1933 umístěn do krypty. Vytvořil jej v roce 1257 jeden z nejslavnějších zvonařů té doby, Cunradus Citewar z Würzburgu. Ostatní zvony vznikly po druhé světové válce.

Galerie
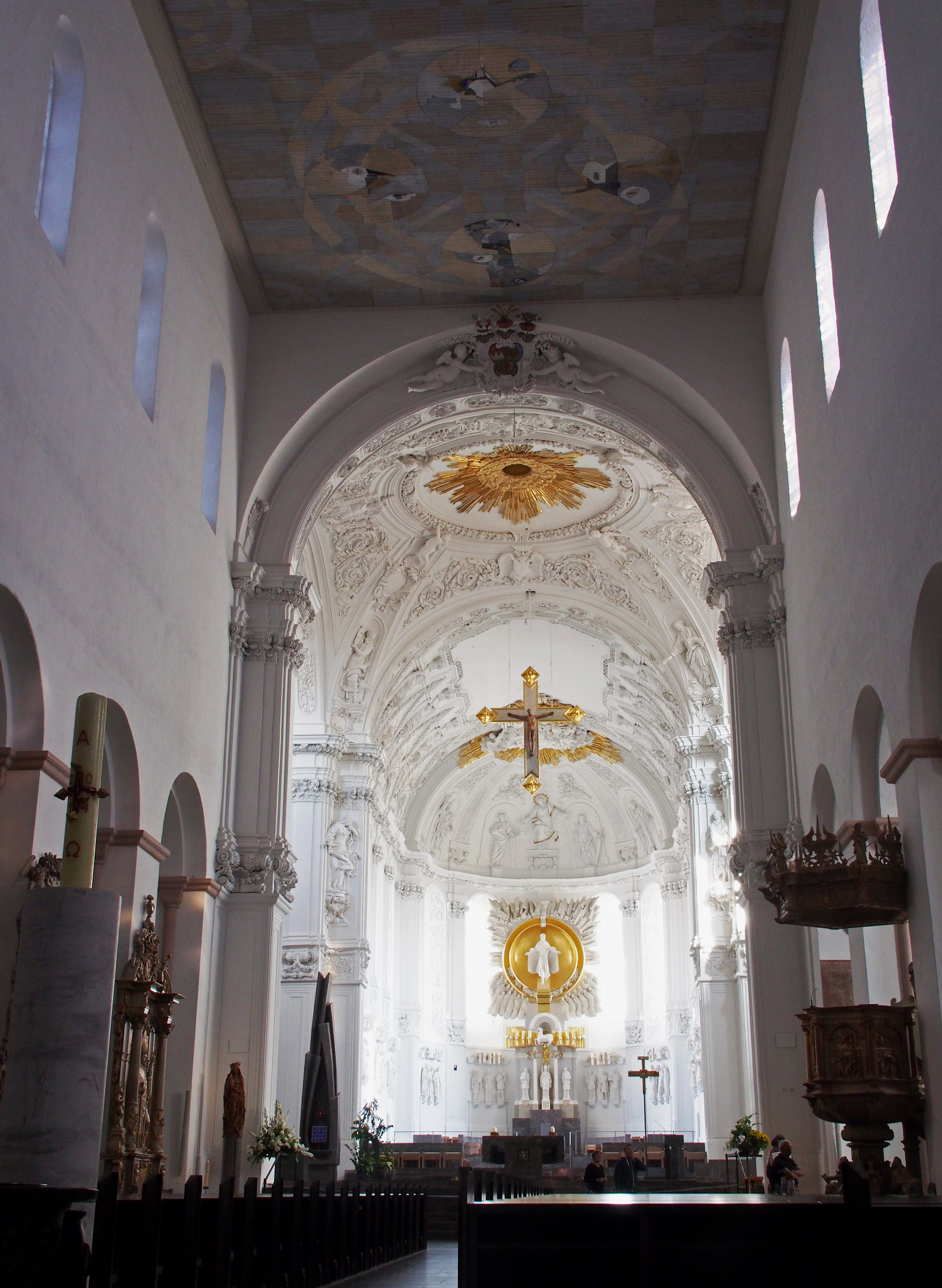
Kněžiště
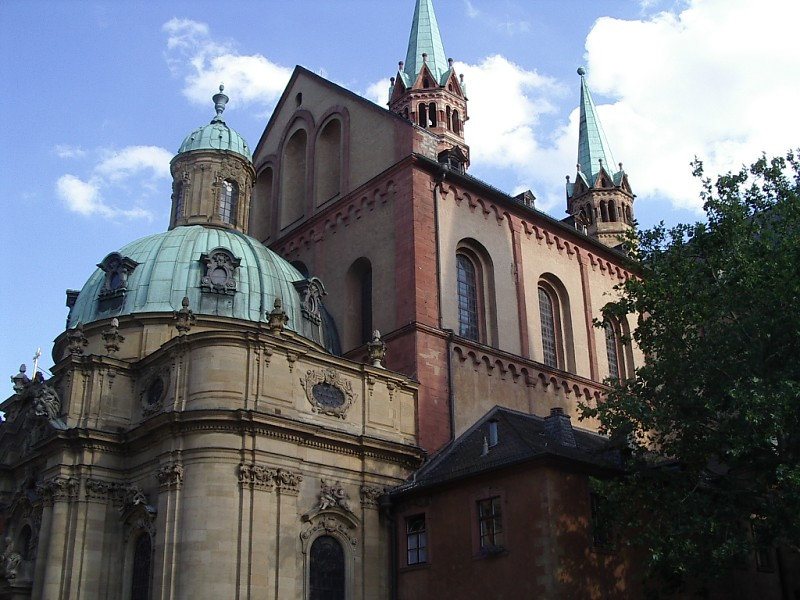
Pohled na Schönbornskou kapli
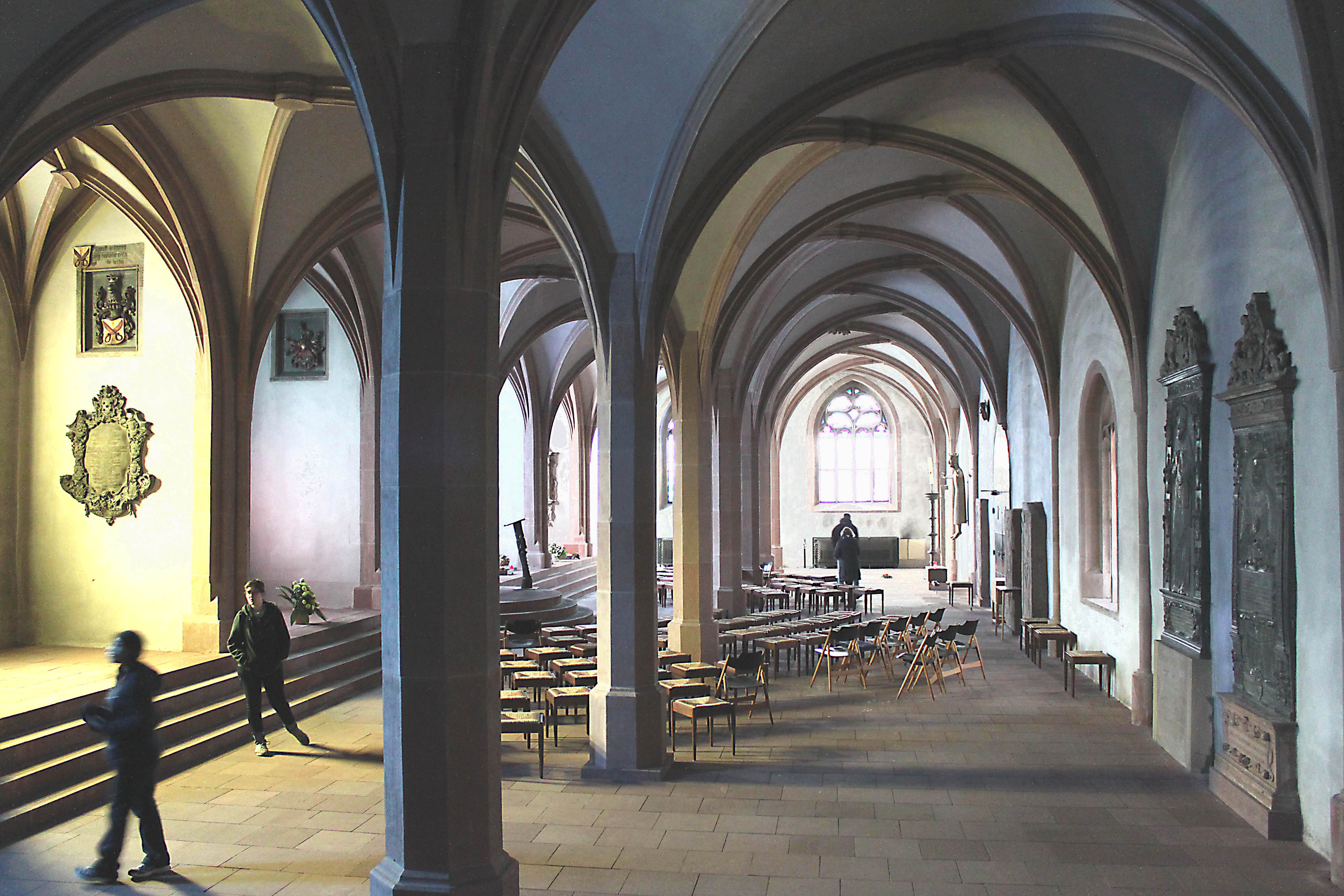
Krypta
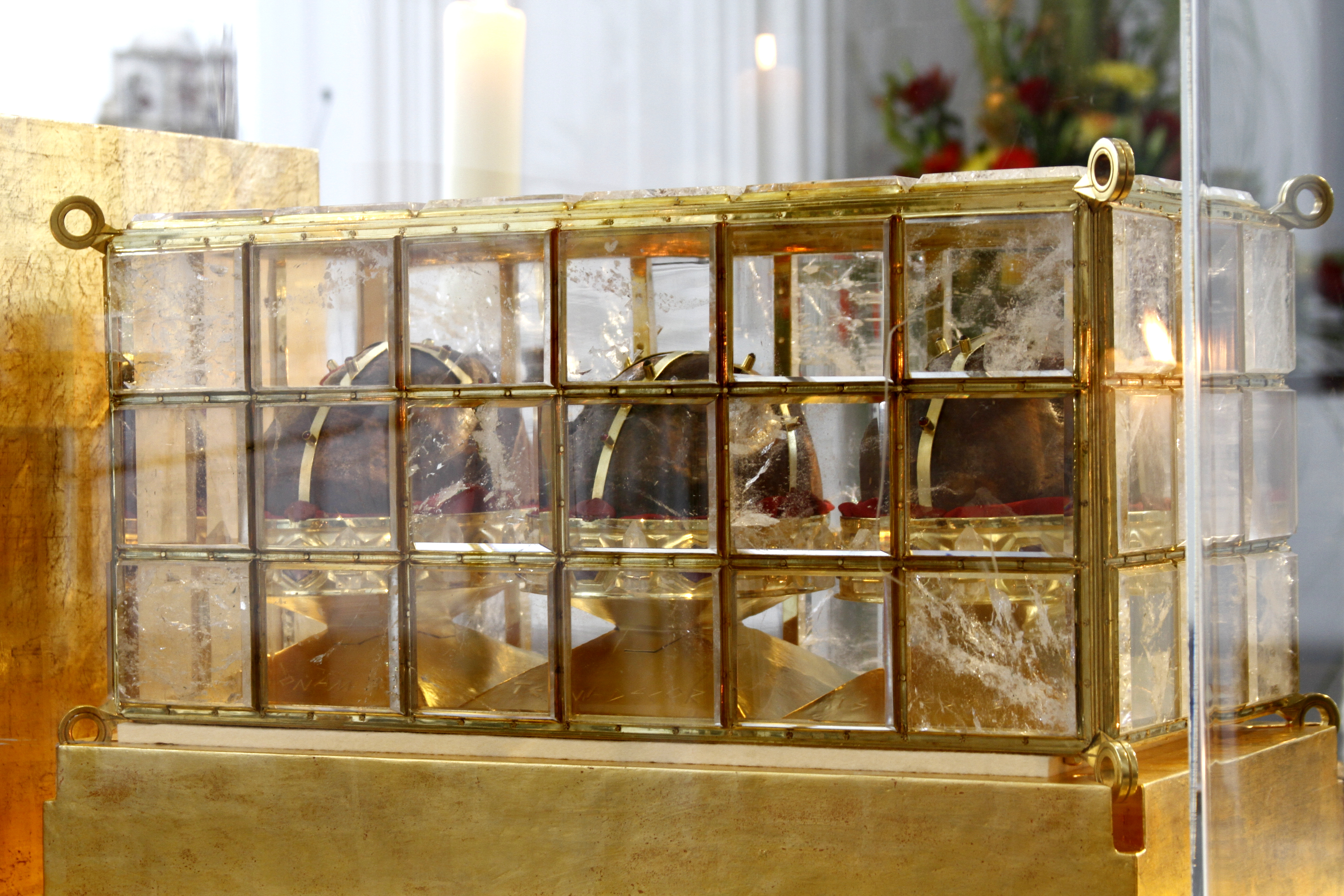
Lebky sv. Kiliána, Kolonata a Totnana
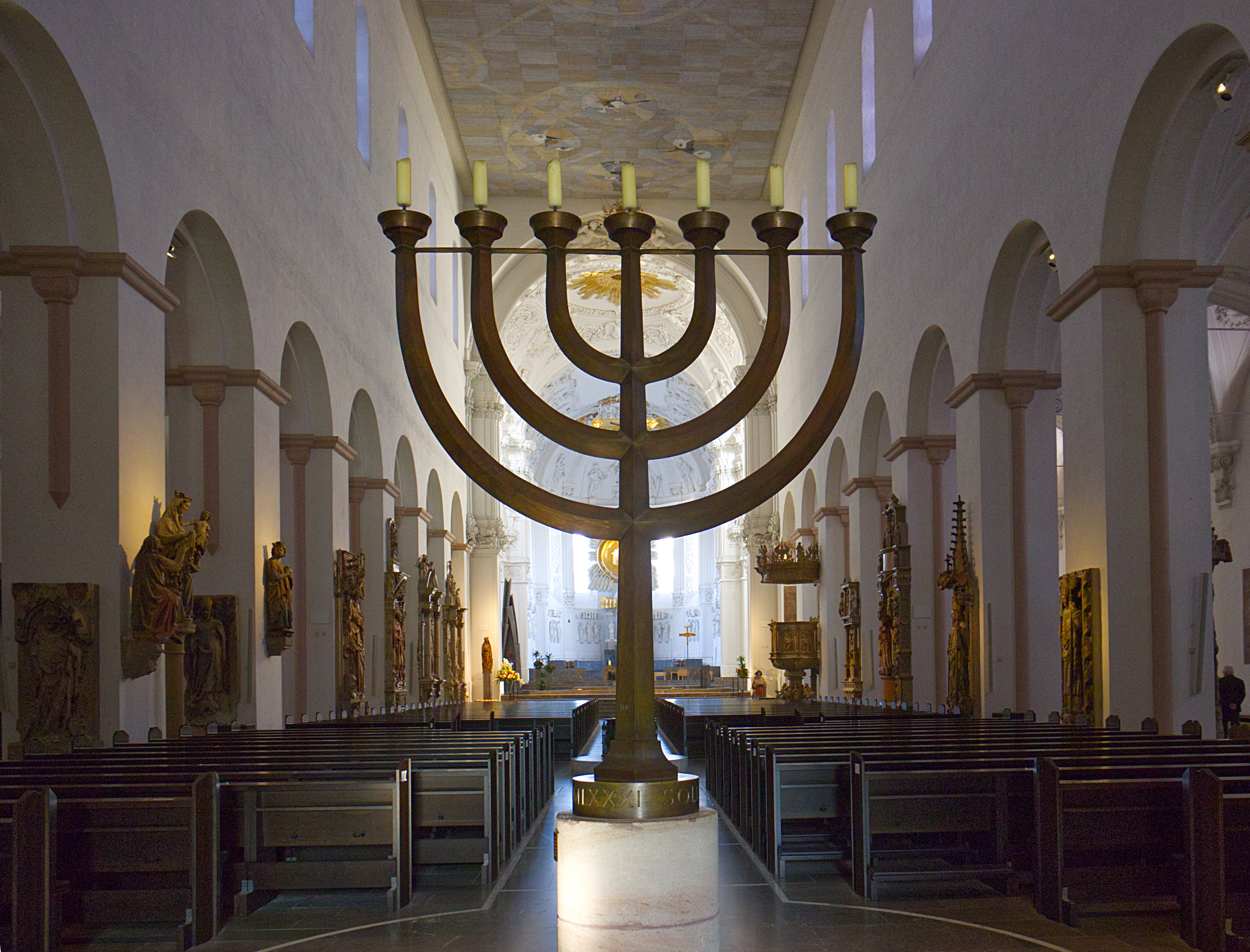
Menora u vchodu do katedrály
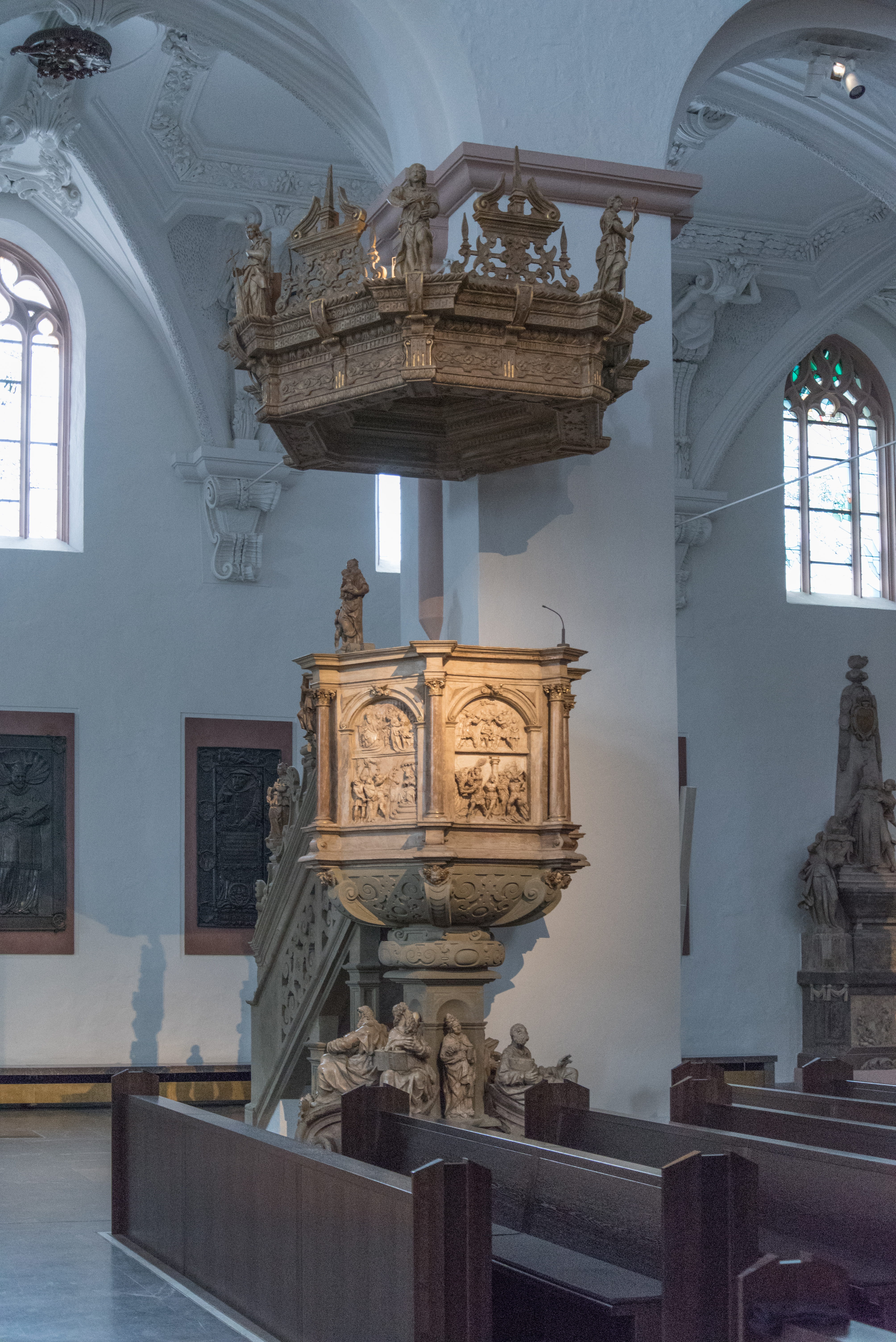
Kazatelna (Michael Kern, 1608–1610) se čtyřmi evangelisty
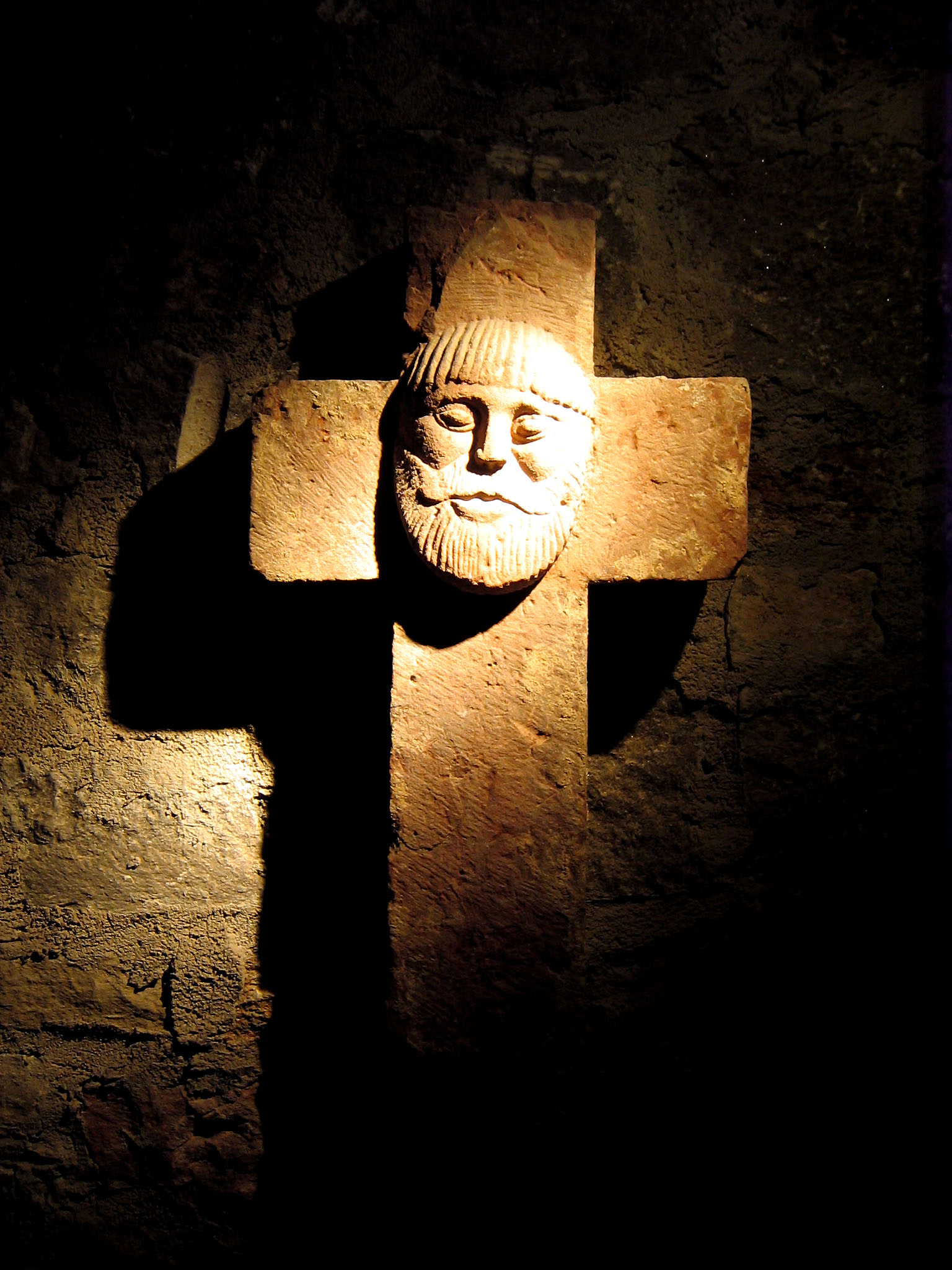
Merovejský kříž v kryptě katedrály
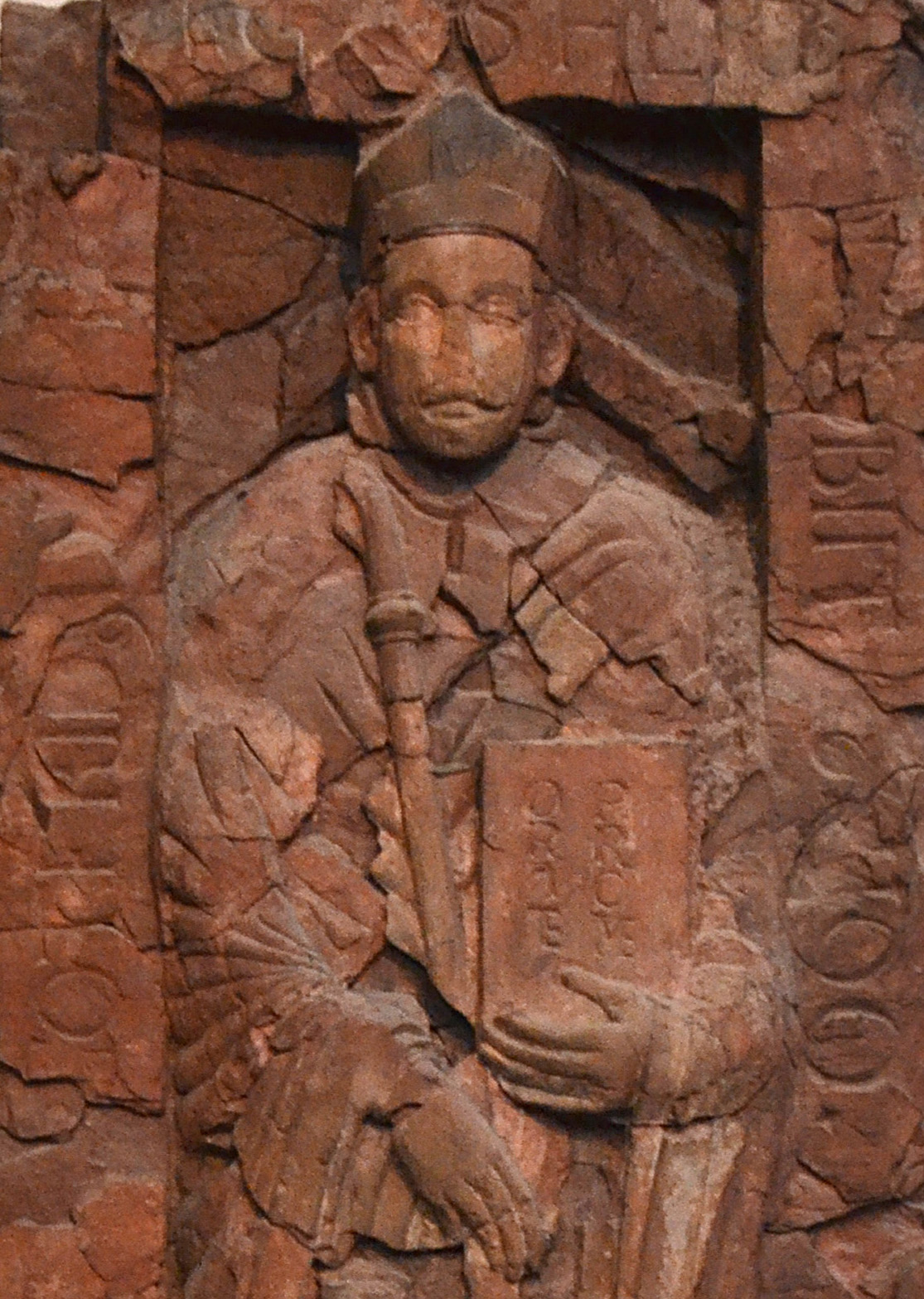
Náhrobek Gottfrieda von Spitzenberga, zesnulého 8. července 1190, nejstarší dochovaný náhrobek katedrály
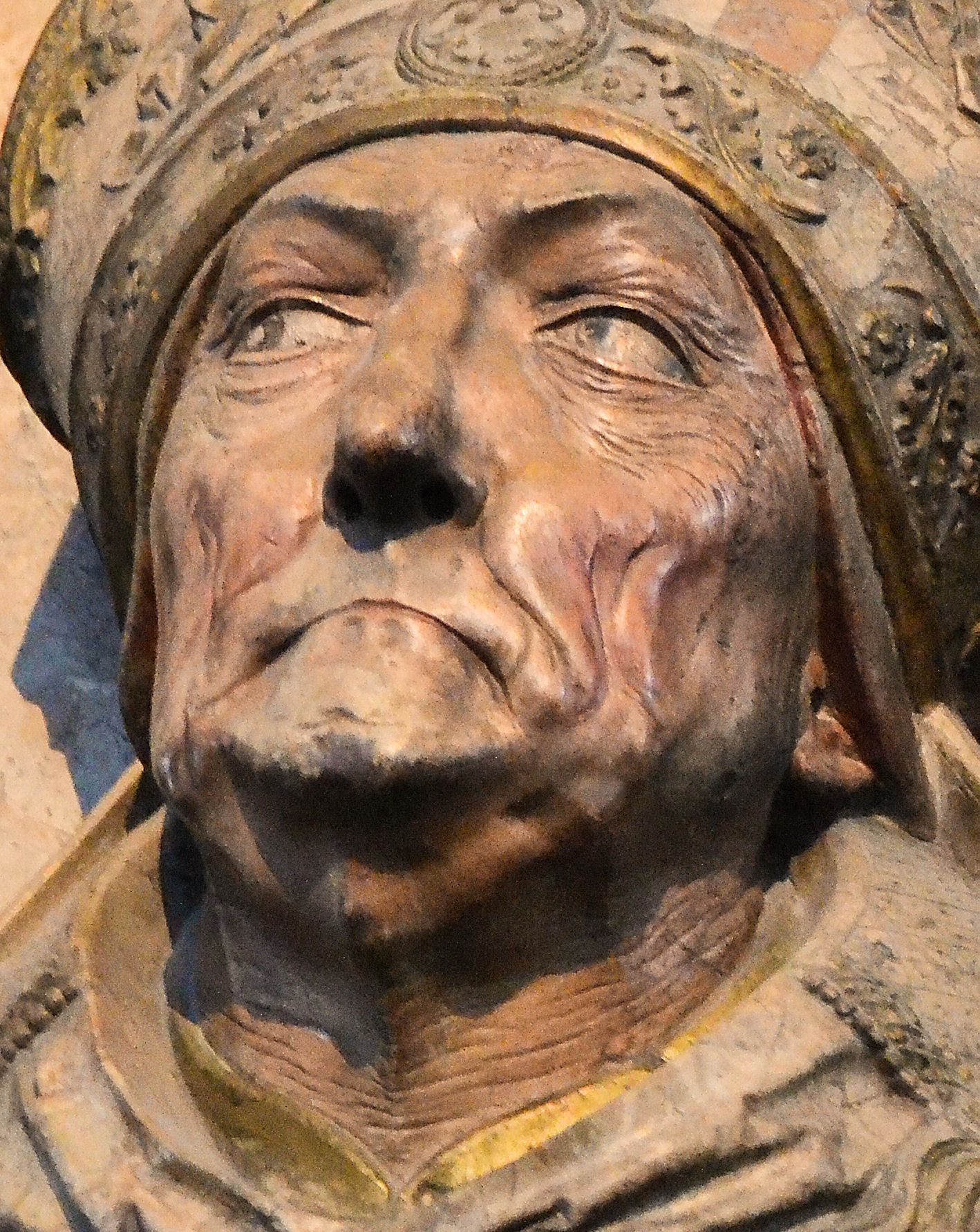
Rudolf II. ze Scherenbergu od Tilmana Riemenschneidera
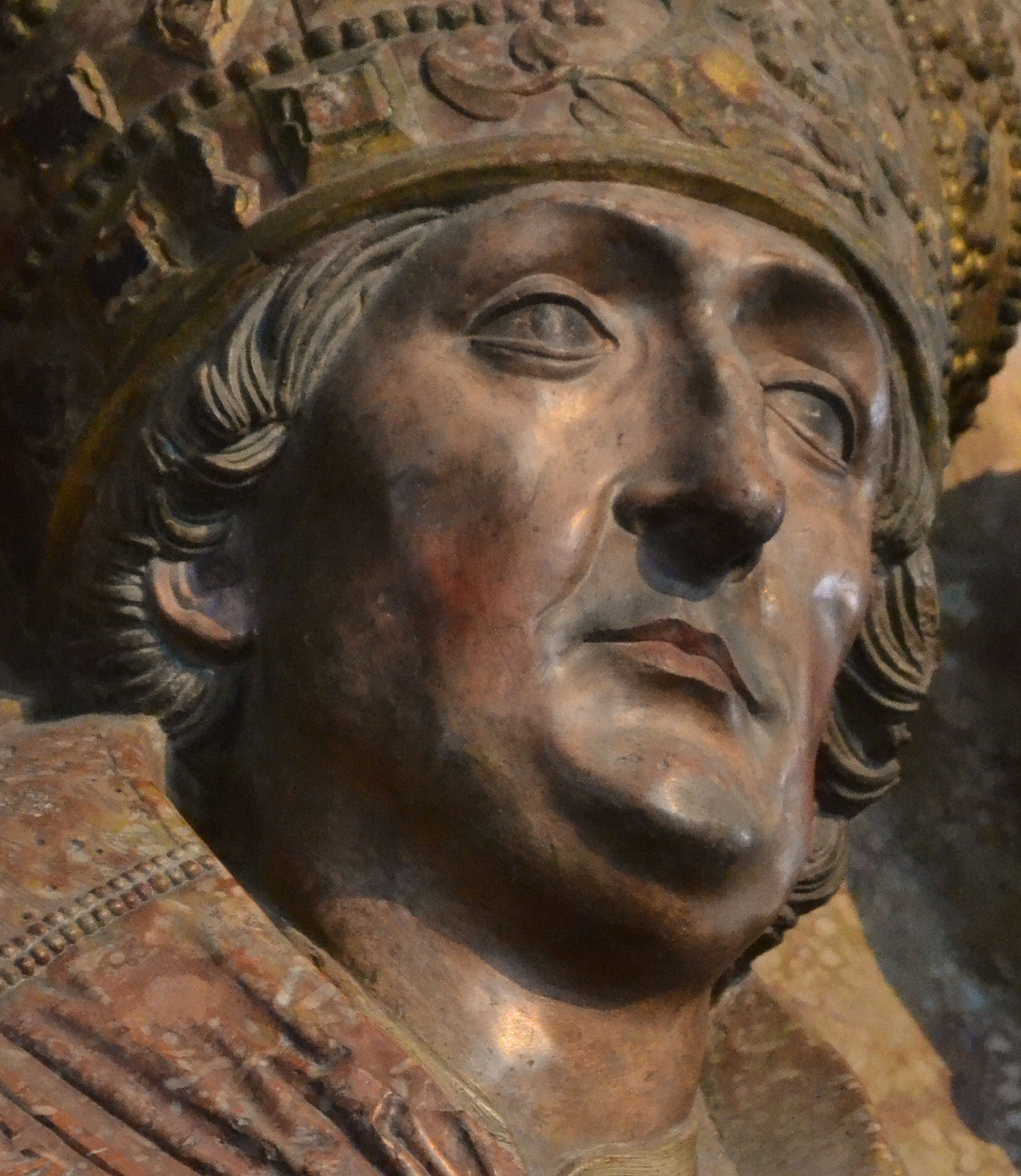
Lorenz von Bibras od Tilmana Riemenschneidera